# Chromidotilapia elongata
Chromidotilapia elongata är en fiskart som beskrevs av Lamboj, 1999. Chromidotilapia elongata ingår i släktet Chromidotilapia och familjen Cichlidae. IUCN kategoriserar arten globalt som otillräckligt studerad. Inga underarter finns listade i Catalogue of Life.